# Wadym Jewtuszenko
Wadym Anatolijowycz Jewtuszenko, ukr. Вадим Анатолійович Євтушенко, ros. Вадим Анатольевич Евтушенко, Wadim Anatoljewicz Jewtuszenko (ur. 1 stycznia 1958 w Pjatychatkach, w obwodzie dniepropetrowskim) – ukraiński piłkarz, grający na pozycji pomocnika, reprezentant Związku Radzieckiego i trener piłkarski.

## Kariera piłkarska

### Kariera klubowa
Wychowanek szkoły piłkarskiej w rodzinnej miejscowości. Pierwszym klubem w jego karierze była Zirka Kirowograd, z której w 1980 trafił do Dynama Kijów. Z zespołem tym związany był niemal przez całe lata 80. W okresie pobytu w Kijowie osiągnął swe największe sukcesy.
W radzieckiej ekstraklasie bronił również przez pewien czas barw Dniepru Dniepropetrowsk, przyczyniając się do zdobycia przez ten klub Mistrzostwa ZSRR w 1988 i Pucharu ZSRR w 1989. Pod koniec lat 80. wyjechał do Szwecji. W 1992 jako zawodnik AIK Fotboll sięgnął po mistrzostwo kraju. W 1995 zakończył karierę, grając dla klubu IK Sirius FK.

### Kariera reprezentacyjna
Jako zawodnik Dynama zadebiutował w 1980 w radzieckiej reprezentacji. Do 1987 rozegrał w jej barwach 12 meczów, strzelił 1 bramkę. Brał udział w Mistrzostwach Świata w 1986.

## Kariera trenerska
Po zakończeniu występów zawodniczych pozostał w Szwecji, gdzie do dziś pracuje jako trener. Najpierw pomagał trenować kluby Reymersholm IK, Hammarby IF Sztokholm oraz FC Järfälla. W 2001 objął prowadzenie Valsta Syrianska IK. W latach 2008–2009 pomagał Mychajłyczenkowi trenować narodową reprezentację Ukrainy. Od grudnia 2011 pracował na stanowisku głównego trenera Zirki Kirowohrad. 7 czerwca 2012 stał na czele wyższoligowej Worskły Połtawa, ale już po 5 kolejkach 15 sierpnia 2012 za obopólną zgodą kontrakt został anulowany. Od 2014 do lata 2016 prowadził drugą drużynę Dynama Kijów. 26 lista 2016 objął prowadzenie klubem Czerkaśkyj Dnipro Czerkasy, którym kierował do 8 czerwca 2017.

## Sukcesy i odznaczenia

### Sukcesy klubowe
- mistrz ZSRR: 1980, 1981, 1985, 1986, 1988
- wicemistrz ZSRR: 1982
- zdobywca Pucharu ZSRR: 1982, 1985, 1987, 1989
- zdobywca Pucharu Zdobywców Pucharów: 1986
- mistrz Szwecji: 1992

### Sukcesy reprezentacyjne
- uczestnik turnieju finałowego Mistrzostw świata: 1986

### Sukcesy indywidualne
- członek Klubu Grigorija Fiedotowa: 110 goli
- 2-krotnie wybrany do listy 33 najlepszych piłkarzy ZSRR:
  - Nr 2: 1982
  - Nr 3: 1986

### Odznaczenia
- tytuł Mistrza Sportu ZSRR: 1980
- tytuł Mistrza Sportu Klasy Międzynarodowej: 1986
- tytuł Zasłużonego Mistrza Sportu ZSRR: 1986